# Религия в Литве

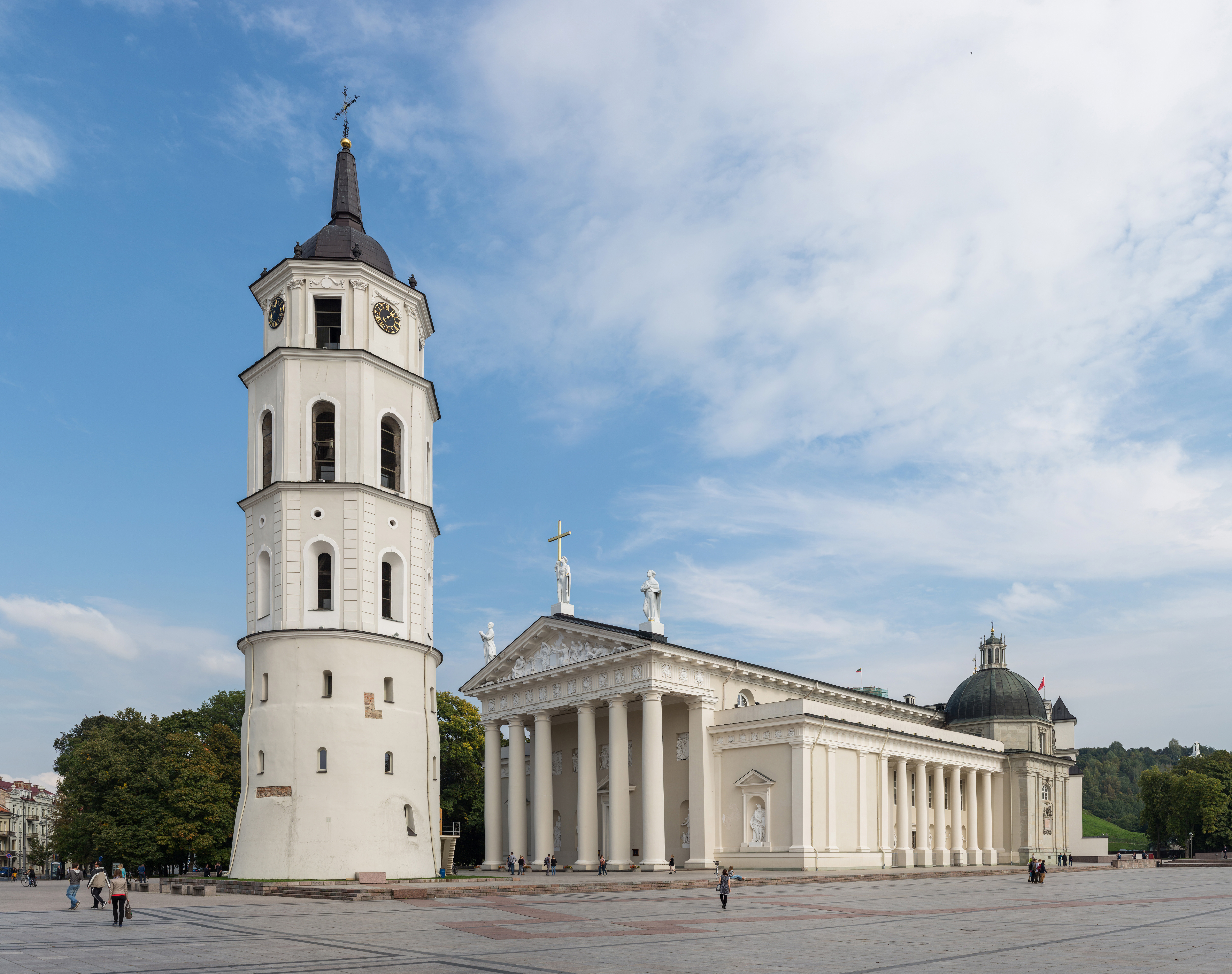
Кафедральная Площадь в Вильнюсе

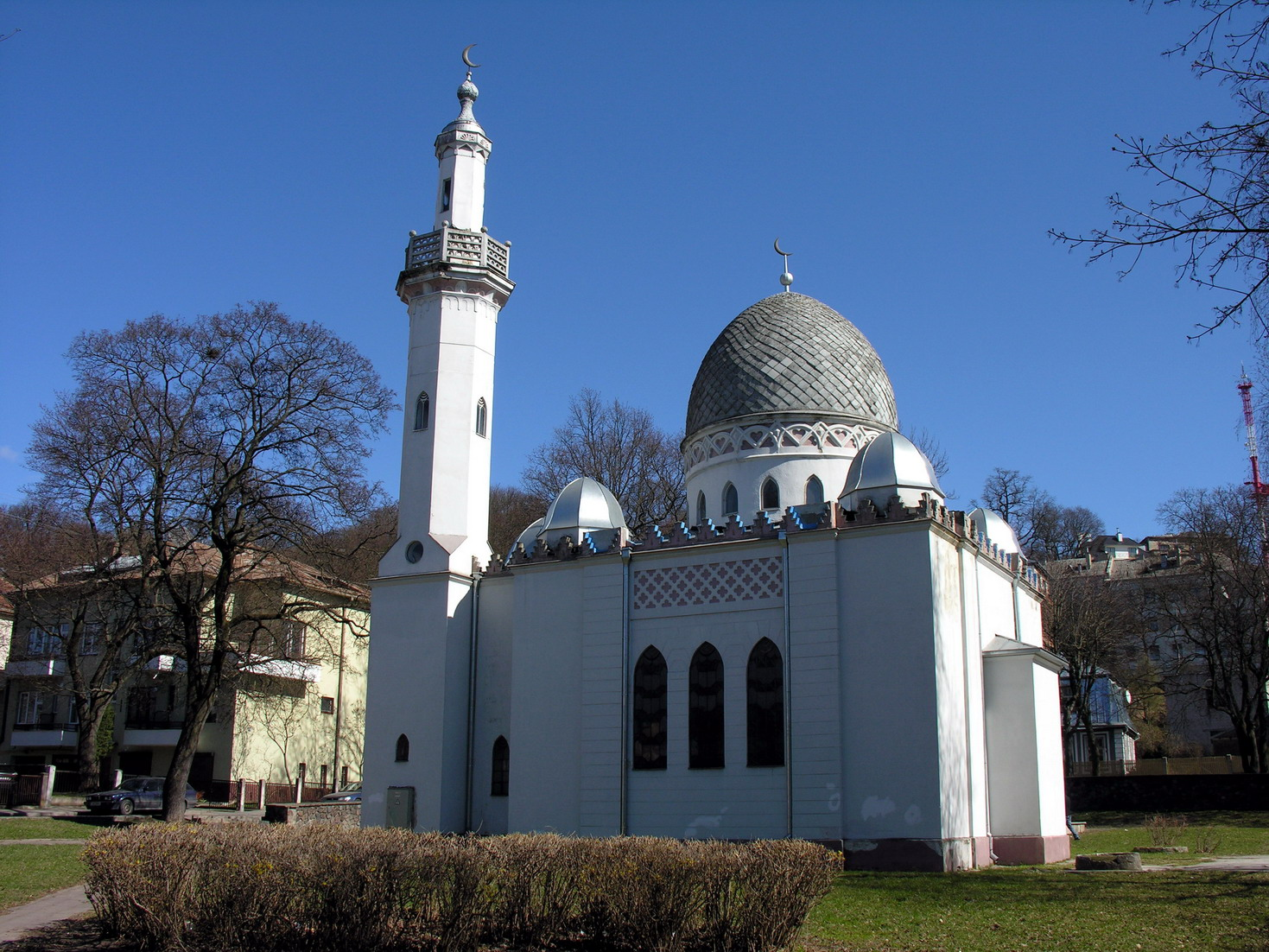
Мечеть в Каунасе

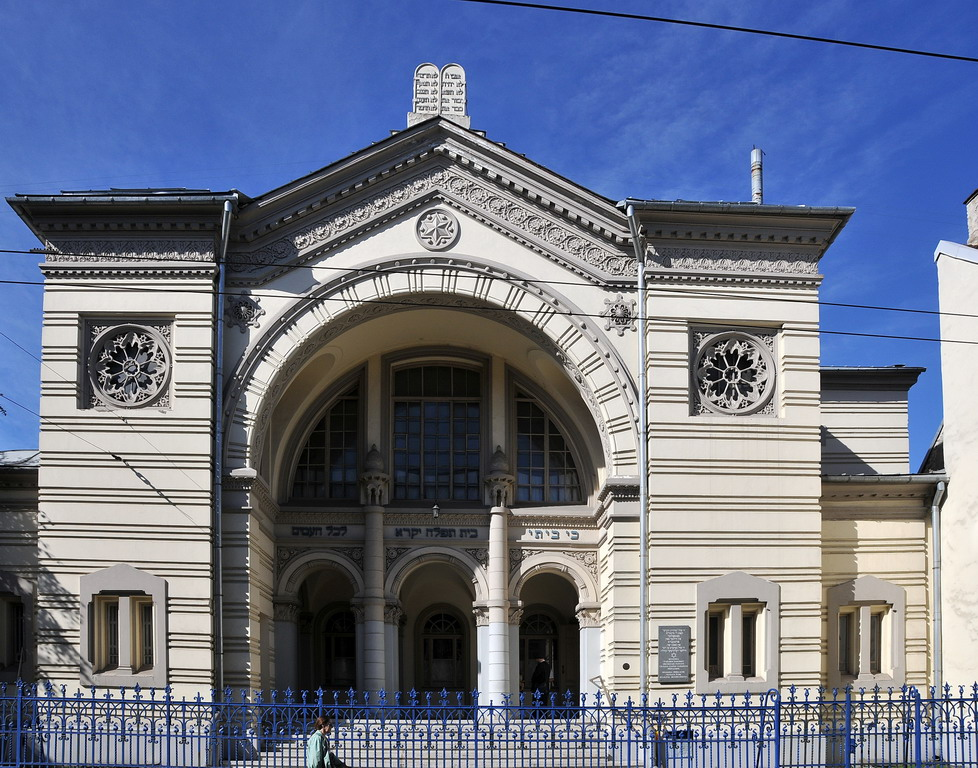
Синагога в Вильнюсе

Религия в Литве — совокупность религиозных течений, утвердившихся на территории Литовской Республики.
Состав населения Литвы по вероисповеданию по данным переписи населения Литвы 2021 года: католики — 74,19 %, не указали — 13,67 %, иррелигиозны — 6,11 %, православные — 3,75 %, староверы — 0,65 %, евангелические лютеране — 0,56 %, евангелические реформисты — 0,2 %, пятидесятники — 0,11 %, сунниты — 0,08 %, баптисты и члены «свободных церквей» — 0,04 %, иудеи — 0,03 %, греко-католики — 0,03 %, адвентисты седьмого дня — 0,03 %, члены Новоапостольской церкви — 0,01 %, караимы — 0,01 %, верующие в другую религию или конфессию — 0,55 %.
Конституция определяет Литовскую Республику как светское государство.

## Религиозные общины
Религиозные общины, признанные в Литве традиционными:
- Католики римского обряда
- Евангелические лютеране
- Евангелические реформаты
- Евангельские баптисты
- Евангелические методисты
- Православные староверы
- Православные ортодоксы
- Мусульмане-сунниты
- Иудеи
- Караимы
- Католики греческого обряда

Другие религиозные общины и верования также могут быть признаны в соответствии с законом, но с 1995 года в традиционный список не было добавлено никаких новых верований. Помимо традиционных религий, в Литве действуют различные новые религиозные движения и секты.
Католицизм является основной религией в Литве. По данным переписи населения 2001 года, 79% населения исповедовали католицизм. В переписи населения 2011 года он снизился до 77%, а в переписи 2021 года снизился до 74%. Согласно опросу 2016 года, 70% молодых людей заявили, что они католики, но только 5% еженедельно ходят на мессу.